# Bogdan Snoch
Bogdan Franciszek Snoch (ur. 7 lipca 1933 w Akwizgranie, zm. 5 października 2018 w Częstochowie) – polski historyk, doktor habilitowany, autor podręczników i słowników.

## Życiorys
Syn Antoniego i Jadwigi. Ukończył historię na Uniwersytecie Warszawskim. Habilitował się na Uniwersytecie Opolskim na podstawie rozprawy Odbudowa szkolnictwa w woj. śląsko-dąbrowskim w latach 1945–1950. Od 1997 profesor Uniwersytetu Humanistyczno-Przyrodniczego im. Jana Długosza w Częstochowie.
Został pochowany na cmentarzu w Kamienicy Polskiej.

## Wybrane publikacje
- Protoplasta Książąt Śląskich (1985)
- Mała encyklopedia Częstochowy
- Słownik szkolny. Terminy i pojęcia historyczne (kilka wydań)
- Ilustrowany słownik dziejów Śląska
- Górnośląski leksykon biograficzny
- Encyklopedyczny słownik regionu częstochowskiego
- Szkolny słownik historii Polski od pradziejów do roku 1795, 1995